# Parafia św. Andrzeja Apostoła w Koninie
Parafia Świętego Andrzeja Apostoła w Koninie – rzymskokatolicka parafia w Koninie, w dzielnicy Gosławice, należąca do diecezji włocławskiej i dekanatu konińskiego III. Powołana w 1444 roku. Obsługiwana przez księży diecezjalnych.

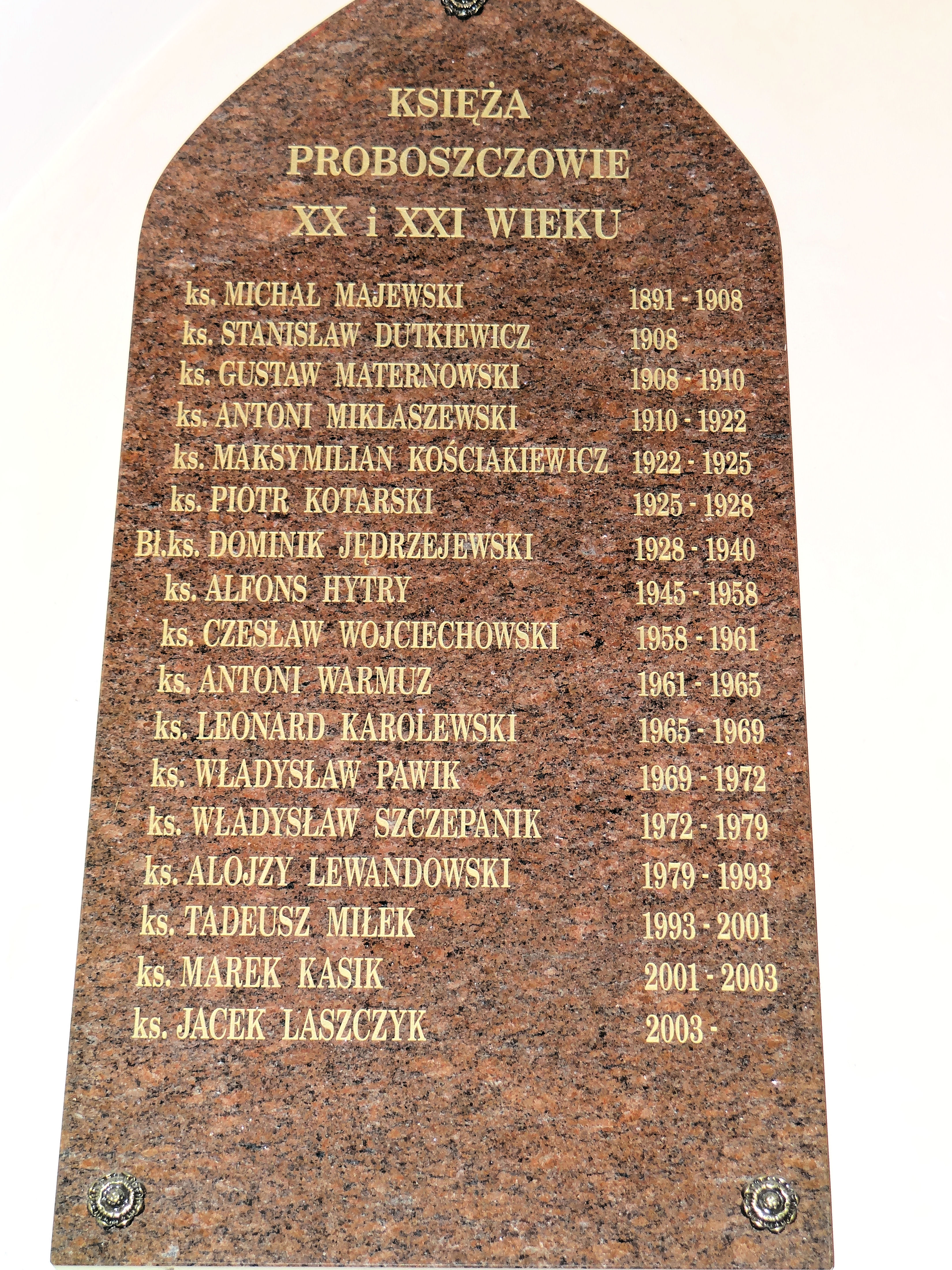
Tablica w kościele parafialnym z listą proboszczów parafii w XX i XXI w.

Proboszczem parafii w latach 1928–1940 był ks. Dominik Jędrzejewski. Od 1999 błogosławiony kościoła katolickiego. Zmarł z wycieńczenia w obozie Dachau. Odmówił zrzeczenia się kapłaństwa dla odzyskania wolności. Według relacji świadka biskupa Franciszka Korszyńskiego swoje życie ofiarował za parafian z Gosławic.

## Duszpasterze
- proboszcz: ks. kan. Jacek Laszczyk (od 2003)

## Kościoły
- kościół parafialny: Kościół św. Andrzeja Apostoła w Koninie